# 宁都道情
宁都道情俗称“鼓子曲”，是产生于江西宁都的一种戏曲艺术。古时由盲人演唱，属于一种说唱戏曲艺术。 用宁都客家方言作为演唱语言，具有宁都本地特色，主要流行于宁都及其周边的广昌石城兴国瑞金等县。